# Modiolastrum malvifolium
Modiolastrum malvifolium là một loài thực vật có hoa trong họ Cẩm quỳ. Loài này được (Griseb.) K. Schum. mô tả khoa học đầu tiên năm 1891.